# 센조쿠역
센조쿠역(일본어: 洗足駅, せんぞくえき)은 일본 도쿄도 메구로구에 있는 도쿄 급행 전철 메구로 선의 역이다. 역 번호는 MG05이다.

## 역 구조
상대식 승강장 2면 2선의 지하역이고 약 7m 깊이에 위치하고 있다.
역사에는 도토루 커피, 세탁소, 도큐 스토어가 입주하여 있다.

### 승강장
| 1 | 메구로 선 | 오오카야마 · 다마가와 · 히요시 방면 |
| 2 | 메구로 선 | 메구로・시로카네다이・시로카네타카나와 방면 난보쿠 선, 사이타마 고속철도선 직결운행 고마고메・아카바네이와부치・우라와미소노 방면 도영 지하철 미타 선 직결운행 미타・오테마치・니시타카시마다이라 방면 |

## 역 주변
- 센조쿠 전원 도시
  - 센조쿠 회관
  - 이쓰쿠시마 신사
- 쇼와 대학 센조쿠 캠퍼스
- 도쿄 도도 제318호선
- 메구로 구립 센조쿠 도서관
- 시나가와센조쿠 우체국
- 도큐 오이마치 선 기타센조쿠 역 - 도보 5분

## 역사
- 1923년 3월 11일: 영업 개시.
- 1964년 12월: 간나나도리(도쿄 도도 제318호선)와 입체교차를 위해 지하화 공사에 착수함.
- 1967년 8월 22일: 지하화 공사 준공
- 2000년 8월 6일: 메카마 선이 메구로 선과 도큐 다마가와 선으로 분할되어 메구로 선의 역이 됨.

## 역명의 유래
원래는 "히몬야 역"(도요코 선의 현재 가쿠게이 대학역의 옛 명칭)으로 계획된 것으로, 이 부지가 개업 전보다 덴엔토시 주식회사가 분양한 "센조쿠덴엔토시"라는 구역인 것에서 역 이름이 된 직접적인 유래이다. "센조쿠"는 센조쿠 못의 전설을 딴 것이다.
이케가미 선의 센조쿠 못 역과 역명이 비슷한 것은 개업 당시 메구로 선이 메구로카마타 전철과 이케가미 선이 이케가미 전기철도에서 같은 기업의 다른 회사였던 흔적 때문이다.

## 인접역
| 도쿄 급행 전철 메구로 선     | 도쿄 급행 전철 메구로 선 | 도쿄 급행 전철 메구로 선     |
| ---------------------------- | ------------------------ | ---------------------------- |
| MG 04 니시코야마 메구로 방면 | ■ 각역정차               | 오오카야마 MG 06 히요시 방면 |